# Phytoecia truncatipennis
Phytoecia truncatipennis är en skalbaggsart som beskrevs av Maurice Pic 1919. Phytoecia truncatipennis ingår i släktet Phytoecia och familjen långhorningar.
Artens utbredningsområde är Iran. Inga underarter finns listade i Catalogue of Life.